# Цолакопулос, Христос
Христос Цолако́пулос (греч.  Xρίστος Τσολακόπουλος ); 1 января 1868, Эпидавр — 1923)— генерал-майор греческой армии.
Участник Борьбы за Македонию, Балканских войн и Первой мировой войны.

## Молодость
Христос Цолакопулос родился 1 января 1868 года в Эпидавре, в семье таможенника Николиса Цолакопулоса и Анти Иоанну.
Начальную школу окончил в близлежащем городе Нафплион.
Добровольцем вступил в греческую армию 15 августа 1886 года, после чего был зачислен в школу унтер-офицеров.
Будучи ещё курсантом школы унтер-офицеров, принял участие в кратковременной, сколь и странной греко-турецкой войне 1897 года, где получил своё первое ранение.
9 августа 1899 года он окончил училище унтер-офицеров в звании младшего лейтенанта пехоты

## Борьба за Македонию
В начале XX века, на ещё оккупированной турками территории Македонии, греческое население столкнулось ещё с одной угрозой. Болгарские претензии на Македонию и насильственные действия сторонников болгарского экзархата, при потворстве турецких властей, против сторонников Константинопольского патриархата, вынудили греков-македонян создать отряды самообороны и вести военные действия как против турок, так и против болгар. Несколько десятков младших офицеров оставили греческую армию и отправились добровольцами в Македонию. В их числе лейтенант Цолакопулос. При этом, учитывая тот факт, что официально Греция не принимала участие в событиях, они действовали под псевдонимами. Цолакопулос стал известен под псевдонимом Капитан Рембелос (Καπετάν Ρέμπελος)
Согласно К. Мазаракису, отряд Цолакопулоса (Рембелоса), сформированный в Греческом королевстве из добровольцев, прибыл в Македонию в марте 1905 года:80 и соединился впоследствии с отрядом капитана Н. Каломенопулоса (капитан Нидас).
В апреле 1905 года отряд Каломенопулоса был окружён турецкими войсками у села Белкамен (Дросопиги).
Поскольку борьба на османской территории носила в основном военно-пропагандистский характер, с целью не допустить насилия болгарских чет против греческого и верного Константинопольскому патриарху населения Македонии, установка данная Каломенопулосу не исключала военных столконовений с болгарскими четниками, но рекомендовала по возможности избегать столкновений с османскими войсками.
Следуя инструкции, Каломенопулос принял решение сдаться. Но его заместители Антонис Цитурас и раненый капитан Ребелос (Христос Цолакопулос) прорвались с боем с частью бойцов.
Раненный Цолакопулос был спасён местными жителями и длительное время укрывался в их домах.
Каломенопулос был перевезен в Монастир, где был судим и осуждён на 5 лет заключения.
Впоследствии капитан Каломенопулос стал генерал-лейтенантом греческой армии и известным историком.
Однако греками македонянами был воспет не Каломенопулос, а капитан Рембелос (Цолакопулос), в песне получившей позже имя «Марш Рембелоса»:
Вершины горные, снега
Рембелос, молодец добрый
Винтовка, меч в руках
Не теряет пира никогда
Бюст капитана Рембелоса (Цолакопулоса) установлен сегодня в селе Дросопиги (Белкамен).

## Последующие годы
В Балканские войны (1912—1913) Цолакопулос воевал в составе 8го пехотного полка и был ранен при осаде Яннина.
В особенности Цолакопулос отличился в сражении при Килкис в ходе Второй Балканской войны против болгар, когда будучи адъютантом командира полка, полковника Камбаниса, он скрыл смерть полковника от солдат и командовал полком до победного для греческого оружия завершения сражения.
При этом его соратники вспоминают, что он командовал полком в бою верхом, ни разу ни попытавшись укрыться от огня неприятеля. Одновременно и под огнём неприятеля, он нашёл момент и подобрал с поля боя тяжёло раненного лейтенанта И. Мудзуридиса (будущего министра внутренних дел).
В 1917-18 годах он командовал 34 м пехотным полком в секторе реки Стримонас на Македонский фронт Первой мировой войны
В 1919 году, возглавляя свой полк, он принял участие в экспедиции на юг России, предпринятой греческой армией по просьбе Антанты в поддержку Белого движения
Провожая полк в Россию, полковник П. Гаргалидис заявил солдатам: «Дорогу к славе вы знаете. К тому же её вам напомнит ваш героический полковник».
5 январе французский транспорт «Tigre», с 34 м полком на борту, по пути в Одессу встал в занятом союзниками Константинополе.
Как и все солдаты полка Цолакопулос был взволнован при виде «Города» и Св. Софии:
«Я сражаюсь за Отечество 25 лет. Тело моё полно ран за её Честь и Славу. В эту минуту, когда мой взгляд ласкает город мечты нашего рода, оправдываются все мои труды и пролитая кровь».
34й полк в составе II дивизии прибыл в Одессу 17 февраля.
Однако вскоре главрач дивизии, Сбарунис, потребовал у командования отзыва Цолакопулоса, по причине ужасного состояния его здоровья.
Цолакопулос покинул Одессу 6 марта 1919 года.
Командование полком принял Петрос Каракассонис.
Цолакопулос был окончательно демобилизован в 1920 году в звании полковника.
Сослуживцы устроили ему прощание перед штабом гарнизона Салоник, где гарнизонный оркестр исполнял «Марш Рембелоса».
Цолакопулос намеревался посвятить себя политике, но его жизнь после демобилизации была короткой.
Он умер в Нафплионе 10 февраля 1923 года
Посмертно ему было присуждено звание генерал-майора.